# Bedmar y Garcíez
Bedmar y Garcíez település Spanyolországban, Jaén tartományban. Bedmar y Garcíez Baeza, Albanchez de Mágina, Jódar, Bélmez de la Moraleda, Huelma és Jimena községekkel határos. Lakosainak száma 2571 fő (2024).

## Népesség
A település népessége az elmúlt években az alábbi módon változott:
| Lakosok száma | 3253 | 3227 | 3161 | 3127 | 3051 | 2902 | 2757 | 2642 | 2637 | 2571 |
|               | 2001 | 2004 | 2007 | 2009 | 2012 | 2014 | 2017 | 2019 | 2022 | 2024 |